# Bulletin de l'union des physiciens
Pour les articles homonymes, voir BUP.
Le Bulletin de l'union des physiciens (nom complet : Le Bup Physique - Chimie) est une revue scientifique mensuelle créée en 1907 et éditée par l'Union des professeurs de physique et de chimie, qui publie des articles sur l'enseignement des sciences chimiques et physiques.
En France, la revue est disponible aux candidats des concours de l'Éducation nationale tels que les CAPES et agrégation externes et internes de physique et de chimie.
Cette revue a publié en janvier 2018 son 1000e numéro.